# Gerald S. Armstrong
‎Gerald S. Armstrong, ameriški častnik, * 1924, Warren, Ohio, ZDA, † 20. junij 2015, Westerville, Ohio, ZDA.
Med II. svetovno vojno je Armstrongovo letalo strmoglavilo nad Julijskimi Alpami. Nemški okupator ga je zajel in interniral v Stalag XIII-D v Nürnbergu. Po maršu ujetnikov ga je iz taborišča vojnih ujetnikov v Moosbergu rešila Pattonova 3. armada. O tem obdobju je napisal rokopis spominov. Leta 1974 je v Sloveniji poiskal ljudi, ki so rešili nekatere člane njegove posadke..
Leta 1996 je prejel častni znak svobode Republike Slovenije z naslednjo utemeljitvijo: »za zasluge v dobro slovenskemu narodu med drugo svetovno vojno in za krepitev prijateljstva med ZDA in Republiko Slovenijo«.